# Diều ngực đen
Diều ngực đen (tên khoa học Hamirostra melanosternon) là một loài chim trong họ Accipitridae. Đây là loài chim săn mồi có kích thước khá lớn (khoảng 1,1- 1,5 kg) và là loài duy nhất trong chi Hamirostra